# Marie de Sévigné
Marie de Rabutin-Chantal, markýza de Sévigné (5. únor 1626, Paříž – 17. duben 1696, Grignan) byla francouzská šlechtična, známá hlavně pro své dopisy.
Byla to vzdělaná dáma, která kriticky přistupovala ke dvorskému stylu způsobu života. Její literární tvorbu tvořily dopisy, které adresovala své vlastní dceři, dopisy byly velmi rozsáhlé a podrobné, a proto v mnohém připomínaly deník. V roce 1734 byla její sbírka dopisů vydána pod názvem Dopisy. Sbírka obsahuje komplet korespondence od roku 1664 do roku 1694.

## České vydání
- Rozhovory na dálku, výbor z dopisů Marie de Rabutin Chantal de Sévigné, vybrala, přeložila, komentář a předmluvu napsala Alena Hartmanová, Praha, Odeon, 1977